# Aeroporto Internacional Manuel Crescencio Rejón

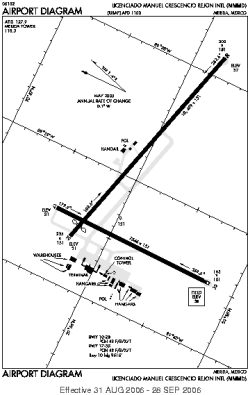
Diagrama aeroporto

O Aeroporto Internacional Manuel Crescencio Rejón ou Aeroporto Internacional de Mérida, é um aeroporto internacional localizado na cidade de Mérida, Yucatán, México. Se encontra na zona sul da cidade e é um dos quatro aeroportos no México que tem um Centro de Área de Controle (Centro Mérida), os outros estando no Aeroporto Internacional da Cidade do México, Aeroporto Internacional Mariano Escobedo e Aeroporto Internacional General Rafael Buelna. Esse Centro controla o tráfego aéreo sobre o sudeste do México.
O aeroporto maneja tanto voos nacionais como internacionais, e está aberto as 24 horas do dia. Pode atender aeronaves de grande porte como o Boeing 747 e o Boeing 777, porém a maior parte dos aviões que chegam diariamente são menores; os mais comuns são os Boeing 737.
Recebeu seu nome em homenagem ao jurista e político local, Dom Manuel Crescencio García Rejón. Foi remodelado completamente entre 1999 e 2001. É considerado o segundo maior aeroporto da companhia ASUR. Em 2009, Mérida recebeu 1,058,510 de passageiros, em 2010 recebeu 1,135,657 de passageiros, segundo dados publicados pelo Grupo Aeroportuário do Sudeste do México (ASUR).
O aeroporto conta com uma tenda livre de câmbio, praça de alimentação, um banco, várias locadoras de automóveis, serviços médicos, telefones públicos e informação turística. Também possui uma boa segurança e instalações para passageiros com capacidades diferentes.

## Linhas Aéreas e Destinos
- Aerogaviota
  - Havana / Aeroporto Internacional José Martí

- Aeroméxico
  - Cidade do México / Aeroporto Internacional da Cidade do México
  - Guadalajara / Aeroporto Internacional de Guadalajara
  - Havana / Aeroporto Internacional José Martí
  - Miami / Aeroporto Internacional de Miami
  - Monterrey / Aeroporto Internacional Mariano Escobedo
  - Veracruz / Aeroporto Internacional General Heriberto Jara
  - Villahermosa / Aeroporto Internacional Carlos Rovirosa Pérez

- Interjet
  - Cidade do México / Aeroporto Internacional da Cidade do México

- Vivaaerobus
  - Guadalajara / Aeroporto Internacional de Guadalajara
  - Monterrey / Aeroporto Internacional da Monterrey

- Volaris
  - Cidade do México / Aeroporto Internacional da Cidade do México

- Continental Airlines
  - Houston / Aeroporto Intercontinental George Bush

- Neos Air
  - Milão / Aeroporto de Milão-Malpensa